# برازش منحنی

تصویر برازش منحنی نویزداری را با یک مدل اوج نامتقارن با یک فرایند تکرار شونده الگوریتم گاوس-نیوتن و عامل نوسان α نشان می‌دهد.
بالا: داده‌های خام و مدل
پایین: تکامل مجموع بهنجارشدهٔ مربع خطاها

برازش منحنی (به انگلیسی: Curve fitting)، به عملی گفته می‌شود که با کمک آن می‌توان معادله‌های خطوط پیچیده را از مجموعه‌ای از نقاط عبور داد. این نقاط می‌توانند همان داده‌های آزمایشگاهی باشند؛ مثلاً شما تعدادی دادهٔ آزمایشگاهی دارید و می‌خواهید بهترین خط با معادلهٔ {\displaystyle y=ax^{2}+Sin(x)} را از این نقاط عبور دهید. معادلهٔ بدست آمده الزاماً از داده‌های شما عبور نمی‌کند؛ این معادله بهترین معادله‌ای خواهد بود که به تمامی داده‌های شما نزدیک است.

## برای مطالعهٔ بیشتر
- آموزش تول‌باکس کرو فیتینگ نرم‌افزار متلب
- نسخه انگلیسی ویکی‌پدیا